# دونالد ديفيس (كاتب)
دونالد ديفيس (بالإنجليزية: Donald Davis)‏ هو كاتب سيناريو أمريكي، ولد في 14 أغسطس 1904، وتوفي في 28 مارس 1992.

## وصلات خارجية
- دونالد ديفيس على موقع IMDb (الإنجليزية)
- دونالد ديفيس على موقع ألو سيني (الفرنسية)
- دونالد ديفيس على موقع أول موفي (الإنجليزية)
- دونالد ديفيس على موقع قاعدة بيانات برودواي على الإنترنت (الإنجليزية)
- دونالد ديفيس على موقع قاعدة بيانات الأفلام السويدية (السويدية)
- دونالد ديفيس على موقع كينوبويسك (الروسية)